# Lycaena semiargus
Lycaena semiargus är en fjärilsart som beskrevs av Hermann Stauder 1923. Lycaena semiargus ingår i släktet Lycaena och familjen juvelvingar. Inga underarter finns listade i Catalogue of Life.